# Szczelina w Żlebie Kirkora

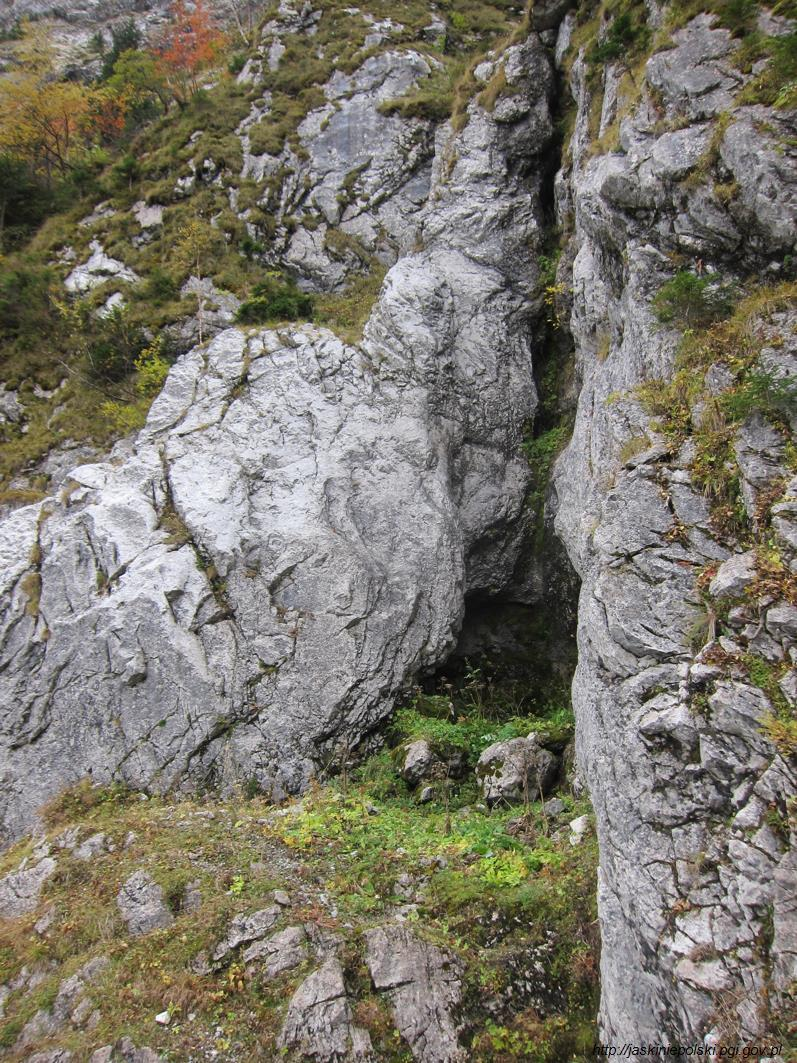
Otwór jaskini

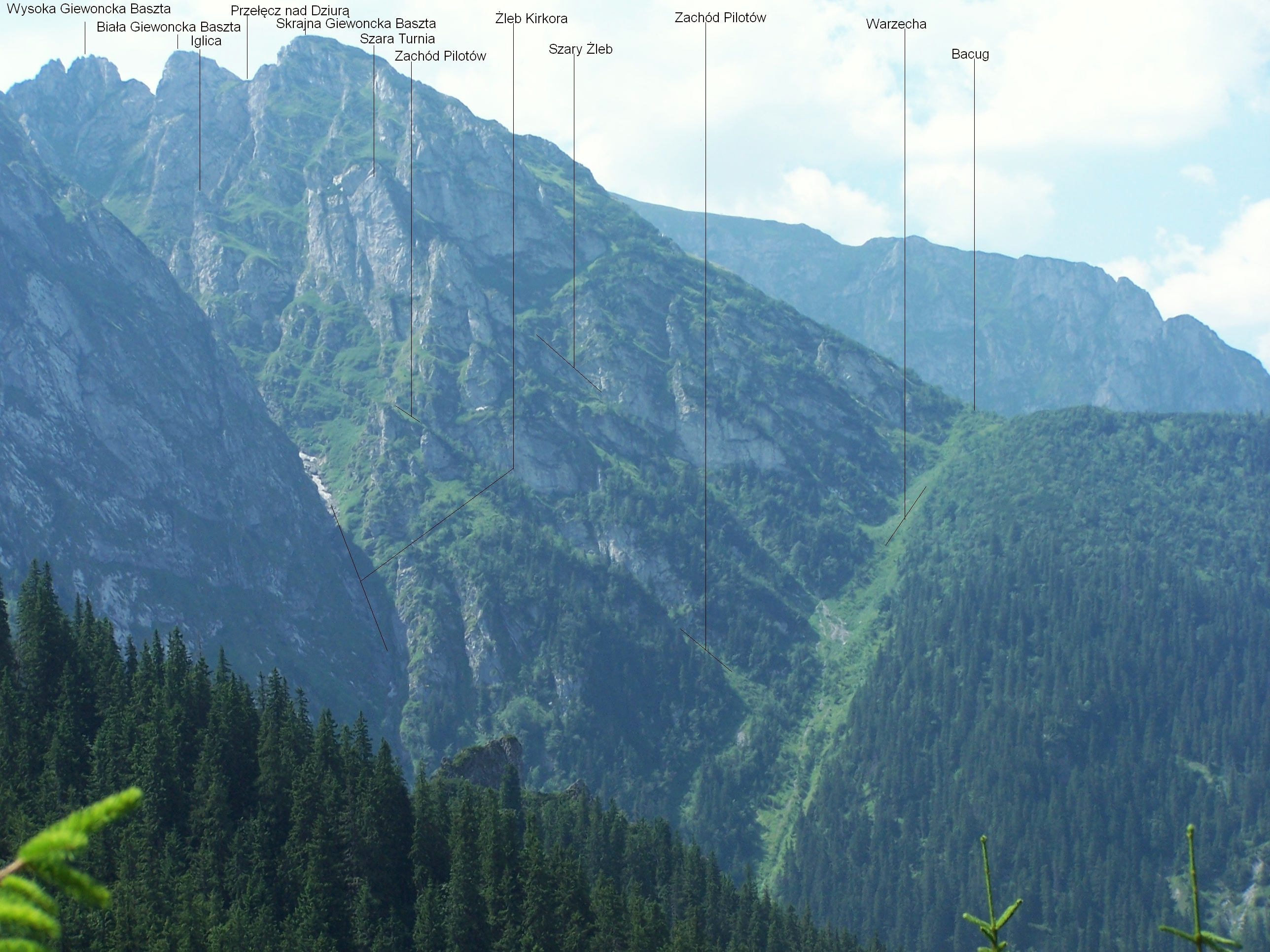
Na lewo Żleb Kirkora

Szczelina w Żlebie Kirkora – jaskinia w Dolinie Strążyskiej w Tatrach Zachodnich. Ma dwa otwory wejściowe znajdujące się w Małej Dolince, w zboczu Giewontu, u podnóża Żlebu Kirkora, na wysokości 1330 metrów n.p.m. Długość jaskini wynosi 5,5 metrów, a jej deniwelacja 4 metry.

## Opis jaskini
Jaskinię stanowi szczelinowy, wąski i stromy korytarz łączący niewielki otwór górny z nieco większym otworem dolnym.

## Przyroda
W jaskini brak jest nacieków. Prawie przez cały rok zalega w niej śnieg. Ściany są wilgotne, nie ma na nich roślinności.

## Historia odkryć
Nie wiadomo, kiedy i przez kogo jaskinia została odkryta. Jej pierwszy plan i opis sporządziła I. Luty przy pomocy M. Walczaka w czerwcu 1980 roku.